# Serafino Ferruzzi
Serafino Ferruzzi (Ravenne, 1908 - Forlì, 1979) est un chef d'entreprise italien du XXe siècle, créateur, en 1948, de l'entreprise qui porte son nom, spécialisée dans le commerce des matières premières agricoles, en particulier les céréales.

## Biographie
Fils d'agriculteurs, Serafino Ferruzzi est né à Ravenne en 1908. Après avoir suivi un premier cycle scolaire interrompu par la première guerre mondiale, il devient représentant de la société Montecatini pour la région Romagne.
Il reprend ensuite des études supérieures et est diplômé en 1942 en ingénierie agricole à l'université de Bologne. En 1948, il crée avec deux associés la Srl Ferruzzi Benini e C., renommée en 1956 Ferruzzi e C.. Cette société avait pour objet le commerce des matières premières agricoles, en particulier les céréales. 
À ses débuts, Ferruzzi se contentait de retirer les livraisons dans le port de Ravenne mais, avec la forte augmentation du trafic dans les années 1950, la société commença à construire des dépôts avec des silos de stockage implantés dans les plus grands ports d'Italie. Plus tard il commence à louer des navires pour transporter ses marchandises directement depuis leur lieu de production, généralement les États-Unis et l'Amérique du Sud.
Dans les années 1960, Ferruzzi s'implante directement en Argentine et aux États-Unis pour progressivement devenir l'une des plus importantes sociétés de trading au monde. Il achète à cette même époque de nombreuses fermes avec des milliers d'hectares cultivables. En Italie, en plus de ses activités commerciales, il crée un secteur industriel spécialisé dans la production d'oléagineux l'Italiana Olii e Risi mais se diversifie aussi dans le ciment et le béton prêt à l'emploi avec la société Calcestruzzi SpA. Il devient ensuite actionnaire du cimentier Unicem devenue aujourd'hui Buzzi Unicem, en association avec la famille Agnelli. 
Le chiffre d'affaires de ces activités était parmi les plus importants d'Italie et d'Europe, mais la société était relativement peu connue du grand public du fait du caractère très réservé de Serafino Ferruzzi. 
Le 10 décembre 1979, Serafino Ferruzzi meurt dans un accident à bord de son avion privé, lors de l'atterrissage sur la piste de l'aéroport de Forlì. Raul Gardini lui succède à la tête du groupe Ferruzzi.

## Source de traduction
- (it) Cet article est partiellement ou en totalité issu de l’article de Wikipédia en italien intitulé « Ferruzzi » (voir la liste des auteurs).